# Brasilianische Badmintonmeisterschaft 2012
Die Brasilianische Badmintonmeisterschaft 2012 fand als 19ª Copa Sul de Badminton vom 21. bis zum 25. November 2012 im Clube do Professor Gaúcho in Porto Alegre statt.

## Medaillengewinner
| Disziplin    | Gold                          | Silber                       | Bronze                                                  |
| ------------ | ----------------------------- | ---------------------------- | ------------------------------------------------------- |
| Herreneinzel | Alex Tjong                    | Aleksander Carlos            | Filipe Toledo                                           |
| Herreneinzel | Alex Tjong                    | Aleksander Carlos            | Rodolfo Salles                                          |
| Dameneinzel  | Fabiana Silva                 | Paula Pereira                | Claudia Low                                             |
| Dameneinzel  | Fabiana Silva                 | Paula Pereira                | Renata Faustino                                         |
| Herrendoppel | Leonardo Alkimin Hugo Arthuso | Rodolfo Salles Filipe Toledo | Pedro Chen Gabriel Gandara                              |
| Herrendoppel | Leonardo Alkimin Hugo Arthuso | Rodolfo Salles Filipe Toledo | Chelser da Silva Rodrigues Augusto Jose Gonçalves Silva |
| Damendoppel  | Paula Pereira Fabiana Silva   | Claudia Low Ana Carla Zierke | Paula Pupo Nogueira Gabriela Santos                     |
| Damendoppel  | Paula Pereira Fabiana Silva   | Claudia Low Ana Carla Zierke | Alice Morais Jessica Oliveira                           |
| Mixed        | Alex Tjong Paula Pereira      | Hugo Arthuso Fabiana Silva   | Aleksander Carlos Renata Faustino                       |
| Mixed        | Alex Tjong Paula Pereira      | Hugo Arthuso Fabiana Silva   | Leonardo Alkimin Paula Pupo Nogueira                    |